# .gt
.gt – domena internetowa przypisana do Gwatemali. Została utworzona 14 sierpnia 1992. Zarządza nią Universidad del Valle de Guatemala.